# Gentoo Rocks
Die Gentoo Rocks (von englisch gentoo ‚Eselspinguin‘) sind eine Gruppe kleiner Inseln und Klippenfelsen vor der Danco-Küste des Grahamlands auf der Antarktischen Halbinsel. Sie liegen in der östlichen Einfahrt des Argentino-Kanals im Paradise Harbour.
Polnische Wissenschaftler benannten sie 1999 nach der hier bei einer von 1984 bis 1985 durchgeführten Forschungsfahrt entdeckten Kolonie von Eselspinguinen (Pygoscelis papua).